# باول إل. فوستر
باول إل. فوستر (بالإنجليزية: Paul L. Foster)‏ هو شخصية أعمال أمريكي، ولد في مايو 1959.

## وصلات خارجية
- باول إل. فوستر على موقع إن إن دي بي (الإنجليزية)